# ليه سميث (لاعب كرة قدم أسترالية)
ليه سميث (بالإنجليزية: Les Smith)‏ هو لاعب كرة قدم أسترالية أسترالي، ولد في 16 مارس 1892، وتوفي في 8 أبريل 1968.

## وصلات خارجية
- ليه سميث على موقع AustralianFootball.com (الإنجليزية)
- ليه سميث على موقع AFLtables.com (الإنجليزية)